# ドイツァー橋

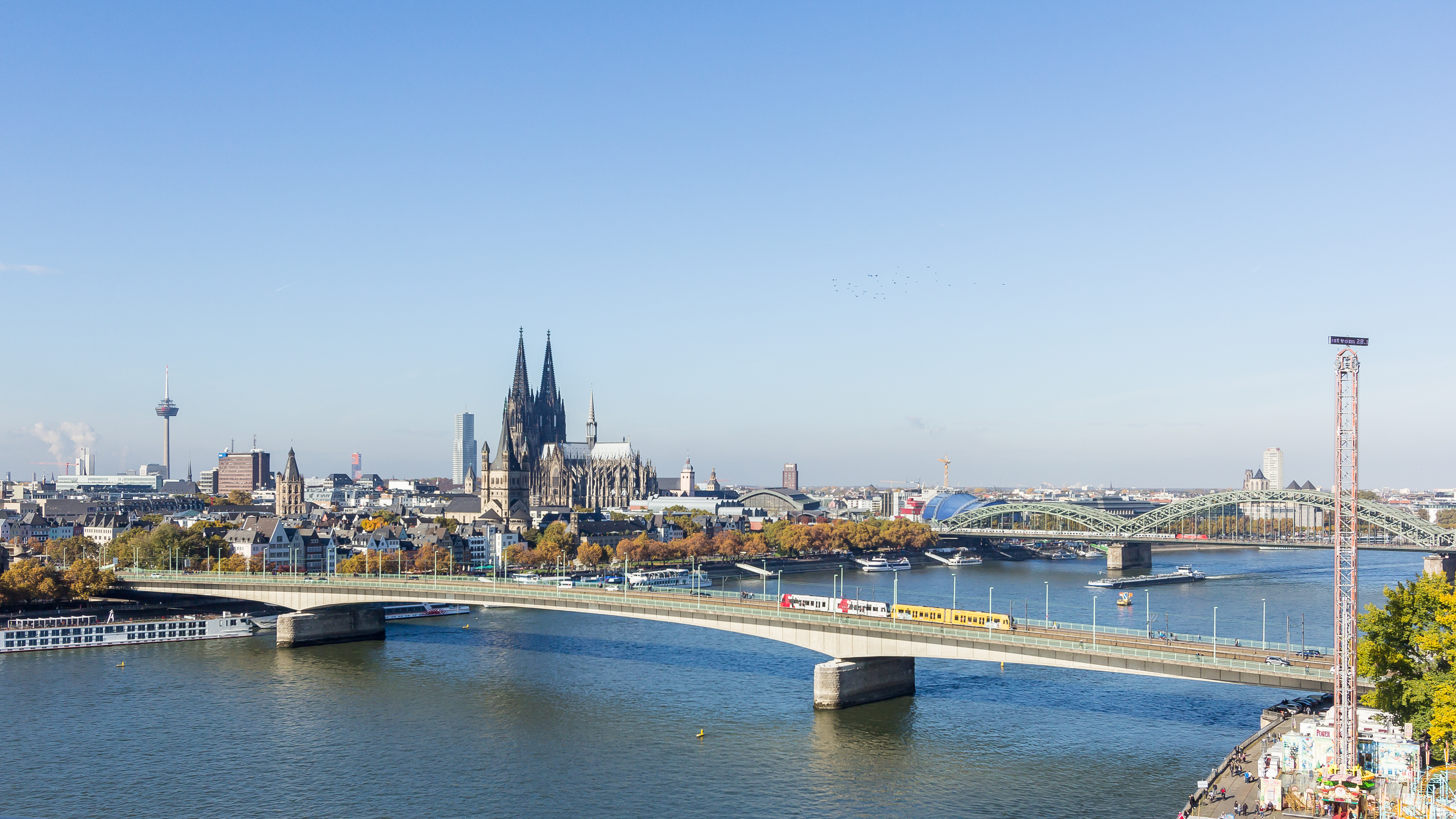
ドイッツァー橋, 2016

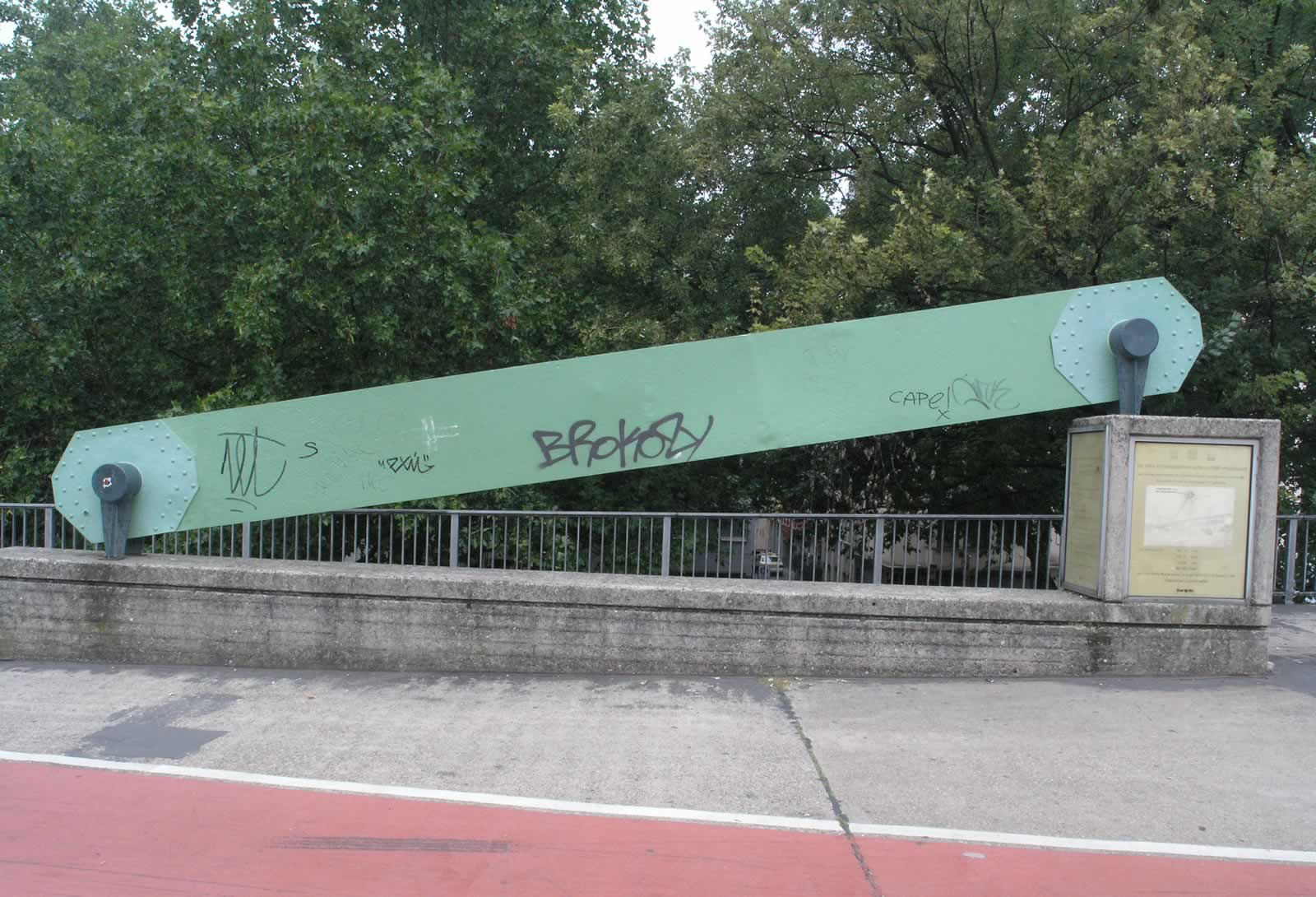
サスペンションチェーンのアイバー

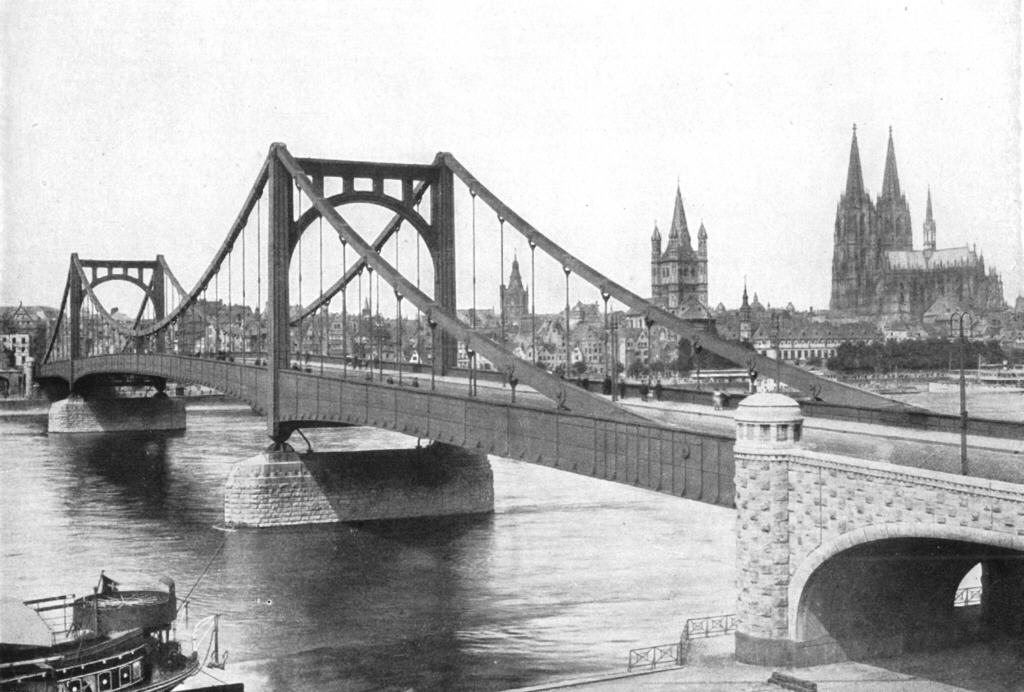
1925年のドイツァー橋

ドイツァー橋またはヒンデンブルク橋（独:Hindenburger Brueke、DeutzerHängebrücke）は、ライン川にかかる橋であり、道路とケルンLRTが通る。
1913年から1915年にかけて建設された。
1935年、前年にパウル・フォン・ヒンデンブルクが亡くなったことに因んでヒンデンブルク橋と名付けられた。
1945年に第二次世界大戦で破壊され、1945年2月28日に修理作業中に崩壊し、1948年にフリッツ・レオンハルトとゲルド・ローマーによって設計された世界初の鋼箱桁橋に置き換えられた。
橋はリューデスハイムとビンゲンケンプテンの間に架けられ、全長221メートルある。
なお、東京都の隅田川にかかる清洲橋は、この橋をモデルに建設された。

## 諸元
- スパンの長さ92m – 185 m – 92 m
- デッキ幅18.7m / 27.50 m